# Moisés Alves dos Santos
Moisés Alves dos Santos, mais conhecido apenas como Moisés (Rio Real, 28 de janeiro de 1970), é um ex-futebolista brasileiro que atuava como zagueiro.

## Carreira

### Como jogador
Iniciou sua carreira na Catuense, em 1988, e em 1993 jogou pelo Serrano. Chegou ao Vasco da Gama no início de 1997, vindo do Sion, da Suíça, e foi titular em algumas partidas do Campeonato Carioca e na Copa do Brasil, mas com as chegadas de Odvan e Mauro Galvão, passou o resto da temporada no banco de reservas, fazendo parte do elenco campeão brasileiro. Em 1998, transferiu-se para o Internacional, sem destaque, e depois passou por outros clubes.

### Como técnico
Após encerrar a carreira em 2005, virou treinador. Seu primeiro trabalho foi no Feirense, em 2007. Já no ano de 2012, assumiu o São Mateus.

## Títulos
Vasco da Gama
- Troféu Bortolotti: 1997
- Campeonato Brasileiro: 1997
- Taça Guanabara: 1998
- Taça Rio: 1998
- Campeonato Carioca: 1998

Nacional-AM
- Taça Cidade de Manaus: 2002
- Campeonato Amazonense: 2002

Corinthians-AL
- Campeonato Alagoano: 2004

CSA
- Campeonato Alagoano de Futebol - Segunda Divisão: 2005